# تپه اسفند ۱
تپه اسفند ۱ مربوط به عصر مس و سنگ - اوایل اسلام است و در شهرستان کرمانشاه، بخش مرکزی، روستای گره چغا، ۶۰۰ متری شمال غرب روستا واقع شده و این اثر در تاریخ ۷ خرداد ۱۳۸۷ با شمارهٔ ثبت ۲۲۸۱۹ به‌عنوان یکی از آثار ملی ایران به ثبت رسیده است.